# Leschères
Leschères là một xã trong vùng hành chính Franche-Comté, thuộc tỉnh Jura, quận Saint-Claude, tổng Saint-Claude. Tọa độ địa lý của xã là 46° 27' vĩ độ bắc, 05° 49' kinh độ đông. Leschères nằm trên độ cao trung bình là 750 mét trên mực nước biển, có điểm thấp nhất là 700 mét và điểm cao nhất là 1064 mét. Xã có diện tích 8.19 km², dân số vào thời điểm 2004 là 215 người; mật độ dân số là 26 người/km².

## Thông tin nhân khẩu
| 1962 | 1968 | 1975 | 1982 | 1990 | 1999 |
| ---- | ---- | ---- | ---- | ---- | ---- |
| 118  | 125  | 113  | 118  | 121  | 153  |

## Địa điểm tham quan
Nhà thờ của Leschères được xây dựng trong thế kỉ thứ 19.